# Conothele malayana
Espèce
Synonymes
- Cteniza malayana Kishida, 1927

Conothele malayana est une espèce d'araignées mygalomorphes de la famille des Halonoproctidae.

## Distribution
Cette espèce se rencontre aux Moluques, en Nouvelle-Guinée et en Australie.

## Description
La femelle holotype mesure 11 mm.

## Publication originale
- Doleschall, 1859 : Tweede Bijdrage tot de Kenntis der Arachniden van den Indischen Archipel. Acta Societatis Scientiarum Indo-Neerlandicae, vol. 5, p. 1-60 (texte intégral).